# اکسل کادیر
اکسل کادیر (انگلیسی: Axel Cadier؛ ۱۳ سپتامبر ۱۹۰۶ – ۲۹ اکتبر ۱۹۷۴) کشتی‌گیر فرنگی اهل سوئد بود.
وی در مسابقات کشوری و بین‌المللی در مجموع برندهٔ ۵ مدال طلا، ۱ مدال نقره، ۱ مدال برنز شده‌است.